# Kluifzwameter
De kluifzwameter (Hypomyces cervinus) is een schimmel behorend tot de familie Hypocreaceae. Deze biotrofe parasiet leeft op oude Pezizales, voornamelijk Helvella soorten, die sterk vervormd kunnen zijn. Hij komt voor in loofbossen.

## Verspreiding
In Nederland komt de kluifzwameter zeldzaam voor.